# Sefa Gaye
Mehmet Sefa Gaye (* 22. November 1994 in Hohenems) ist ein österreichischer Fußballspieler.

## Karriere
Gaye begann seine Karriere beim VfB Hohenems. Im Mai 2010 debütierte er für die erste Mannschaft von Hohenems in der Regionalliga, als er am 30. Spieltag der Saison 2009/10 gegen die Amateure des SCR Altach in der 73. Minute für Marcelo Pinho Santos Souza eingewechselt wurde. Sein erstes Tor in der Regionalliga erzielte er im selben Monat bei einer 9:3-Niederlage gegen den FC Hard. Zu Saisonende stieg er mit dem Verein aus der Regionalliga ab. 2011 stieg man auch aus der viertklassigen Vorarlbergliga ab.
Zur Saison 2013/14 wechselte Gaye zu den drittklassigen Amateuren des SCR Altach, für die er in zwei Saisonen in 52 Spielen zum Einsatz kam und dabei elf Tore erzielte. Zur Saison 2015/16 kehrte er zum inzwischen wieder viertklassigen VfB Hohenems zurück, mit dem er zu Saisonende in die Regionalliga aufstieg.
Zur Saison 2016/17 wechselte er zum Schweizer SC Brühl St. Gallen in die Promotion League. Dort debütierte er im August 2016, als er am ersten Spieltag jener Saison gegen den SC YF Juventus Zürich in der 81. Minute für Michael Scherrer ins Spiel gebracht wurde. Im selben Monat erzielte er bei einer 3:1-Niederlage gegen die U-21-Mannschaft des FC Basel sein erstes Tor für Brühl.
Im Sommer 2017 kehrte er nach Österreich zu Hohenems zurück, für das er in der Saison 2017/18 19 Regionalligaspiele absolvierte und dabei zehn Tore machte. Zur Saison 2018/19 wechselte Gaye in die Türkei zum Viertligisten Karaköprü Belediyespor. Sein erstes Spiel in der TFF 3. Lig machte er im September 2018, als er am ersten Spieltag jener Saison gegen Batman Petrolspor in der 73. Minute für Bilal Şeflek eingewechselt wurde.
Im August 2019 wechselte er zum Liechtensteiner Klub USV Eschen-Mauren mit Spielbetrieb in der vierthöchsten Schweizer Fußballliga. In vier Jahren in Eschen kam er zu 46 Einsätzen in der 1. Liga, in denen er zwölfmal traf. Zur Saison 2023/24 kehrte er nach Österreich zurück und wechselte zum viertklassigen FC Egg.

## Privates
Sein Bruder Semih (* 1992) trat ebenfalls als Fußballspieler in Erscheinung, brachte es jedoch nie über den Amateurfußball hinaus. Mit elf Jahren begann er im März 2004 beim VfB Hohenems Fußball zu spielen; Sefa hatte bereits kurz davor dort angefangen. In der letzten Runde der Saison 2018/19 gab er sein Debüt für die zweite Kampfmannschaft in der achtklassigen 3. Landesklasse und trat danach bis zum Saisonende 2015/16 für diese Mannschaft in Erscheinung. Dazwischen stieg er mit dem Team in die neuntklassige 4. Landesklasse und schaffte in der Saison 2014/15 die Rückkehr in die Achtklassigkeit.